# Berosus stribalus
Berosus stribalus är en skalbaggsart som beskrevs av Armand D'Orchymont 1946. Berosus stribalus ingår i släktet Berosus och familjen palpbaggar. Inga underarter finns listade i Catalogue of Life.